# アイルランドの地方
アイルランドの地方（アイルランドのちほう、アイルランド語: Cúigí、英語: Province）は、アイルランド島の様々な伝統的な県で構成されている伝統的な地域単位である。日本語では州とも訳される。アイルランドの地方は、もはや行政や政治の目的ではなく、歴史的・文化的な存在として機能している。

## 歴史
本来は5つの地方が存在し、アイルランド語名の「Cúigí」はそれに由来する。しかし、最も小さかったミーズ地方はレンスター地方に吸収された。アイルランドの黄金時代には複数の王国が緩やかに集合し、これらの地方を形成していた。現在では法的な規定はないものの、それぞれの地方は複数の県により構成されている。
アルスター地方の9県の内、6県で北アイルランドが構成されておりイギリスの統治下にある。それらを除いた島の全域はアイルランド共和国が統治している。
現在、アイルランドの地方はラグビーユニオンやゲーリック体育協会などのスポーツチームがゲーリック・ゲームズで代表するために使用されている。また、アイルランドラグビー協会などは国際大会でアイルランド島全体を代表するために各地方の旗または紋章を取り入れた旗がある。

アイルランドの4地方旗
かつて存在したミーズ地方の旗
アイルランドラグビー協会の旗
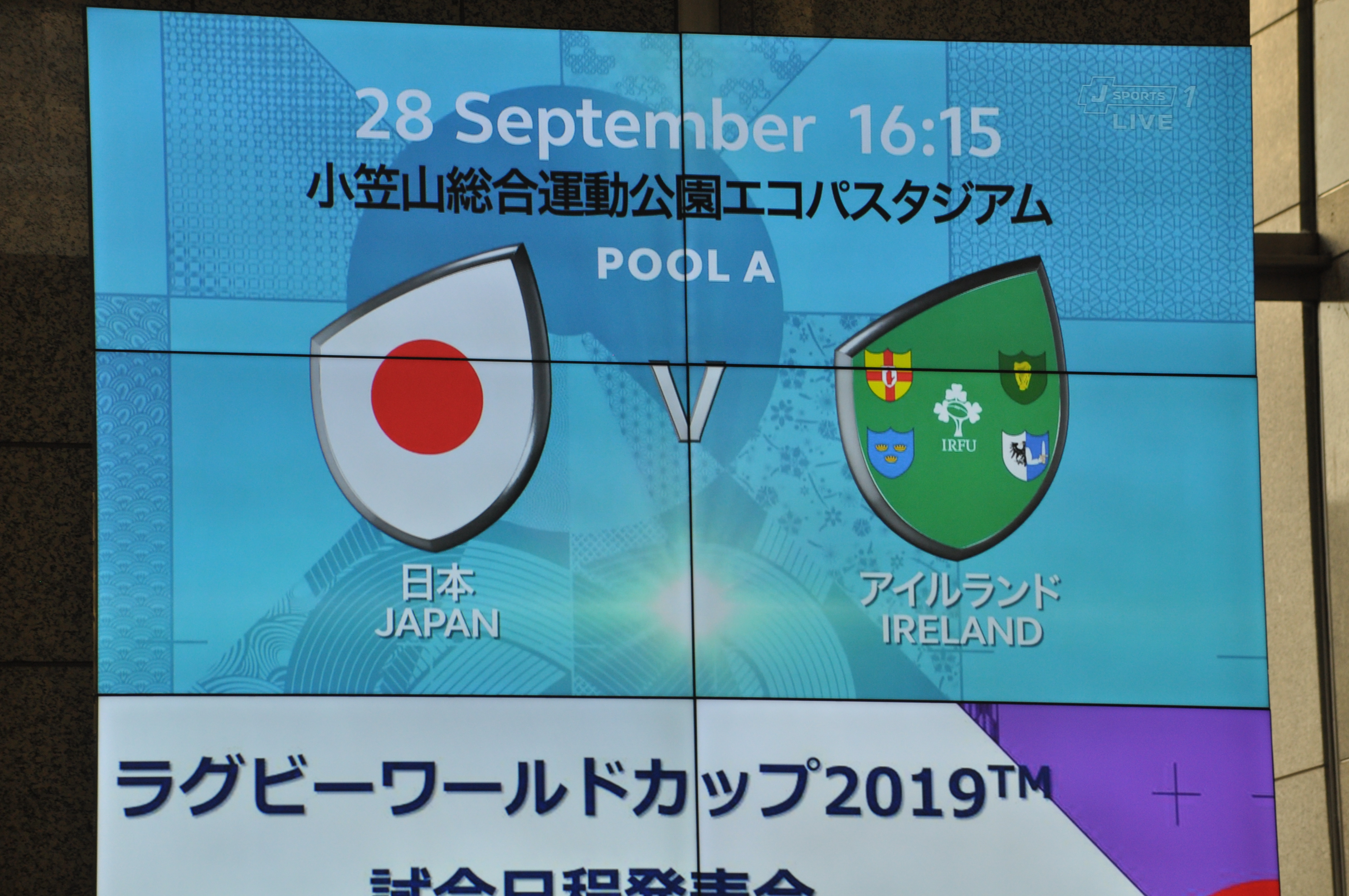
国際大会でアイルランド島を代表する場合、各地方の紋章が描かれた旗が使用される（例：IRFU）。

## 地方一覧
| 紋章                 | 地方名     | 構成県 | 人口 （2016年） | 面積 （km2） | 最大都市     | 地図                                 |
| -------------------- | ---------- | --- | --------------- | ------------ | ------------ | ------------------------------------ |
| レンスター地方の紋章 | レンスター | - カーロウ県 - ダブリン県 - キルデア県 - キルケニー県 - リーシュ県 - ロングフォード県 - ラウス県 - ミーズ県 - オファリー県 - ウェストミーズ県 - ウェックスフォード県 - ウィックロウ県 | 2,630,720       | 19,800       | ダブリン     | アイルランド島におけるレンスター地方 |
| マンスター地方の紋章 | マンスター | - クレア県 - コーク県 - ケリー県 - リムリック県 - ティペラリー県 - ウォーターフォード県                                                                                               | 1,280,394       | 24,675       | コーク       | アイルランド島におけるマンスター地方 |
| コノート地方の紋章   | コノート   | - ゴールウェイ県 - リートリム県 - メイヨー県 - ロスコモン県 - スライゴ県 | 550,742         | 17,788       | ゴールウェイ | アイルランド島におけるコノート地方   |
| コノート地方の紋章   | アルスター | アイルランド - キャバン県 - ドニゴール県 - モナハン県 北アイルランド - アントリム県 - アーマー県 - ダウン県 - ティロン県 - ファーマナ県 - デリー県/ロンドンデリー県                   | 2,158,850       | 21,882       | ベルファスト | アイルランド島におけるアルスター地方 |